# Mesonfrío
Mesonfrío (llamada oficialmente Santa Mariña de Meixonfrío) es una parroquia y una aldea española del municipio de Taboada, en la provincia de Lugo, Galicia.

## Otras denominaciones
La parroquia también es conocida por los nombres de San  María de Mesonfrío y Santa María de Meixonfrío.

## Organización territorial
La parroquia está formada por cinco entidades de población:
- Curro (O Curro)
- Mesonfrío (Meixonfrío)
- Neves (As Neves)
- Sabugueira (A Sabugueira)
- Vila (A Vila)

## Demografía

### Parroquia
| Gráfica de evolución demográfica de Mesonfrío (parroquia) entre 2000 y 2021 |
|                                                                             |
| Datos según el nomenclátor publicado por el INE.                            |

### Aldea
| Gráfica de evolución demográfica de Mesonfrío (aldea) entre 2000 y 2021 |
|                                                                         |
| Datos según el nomenclátor publicado por el INE.                        |